# Moulès-et-Baucels
Moulès-et-Baucels is een gemeente in het Franse departement Hérault (regio Occitanie) en telt 737 inwoners (2004). De plaats maakt deel uit van het arrondissement Lodève.

## Geografie
De oppervlakte van Moulès-et-Baucels bedraagt 22,8 km², de bevolkingsdichtheid is 32,3 inwoners per km².

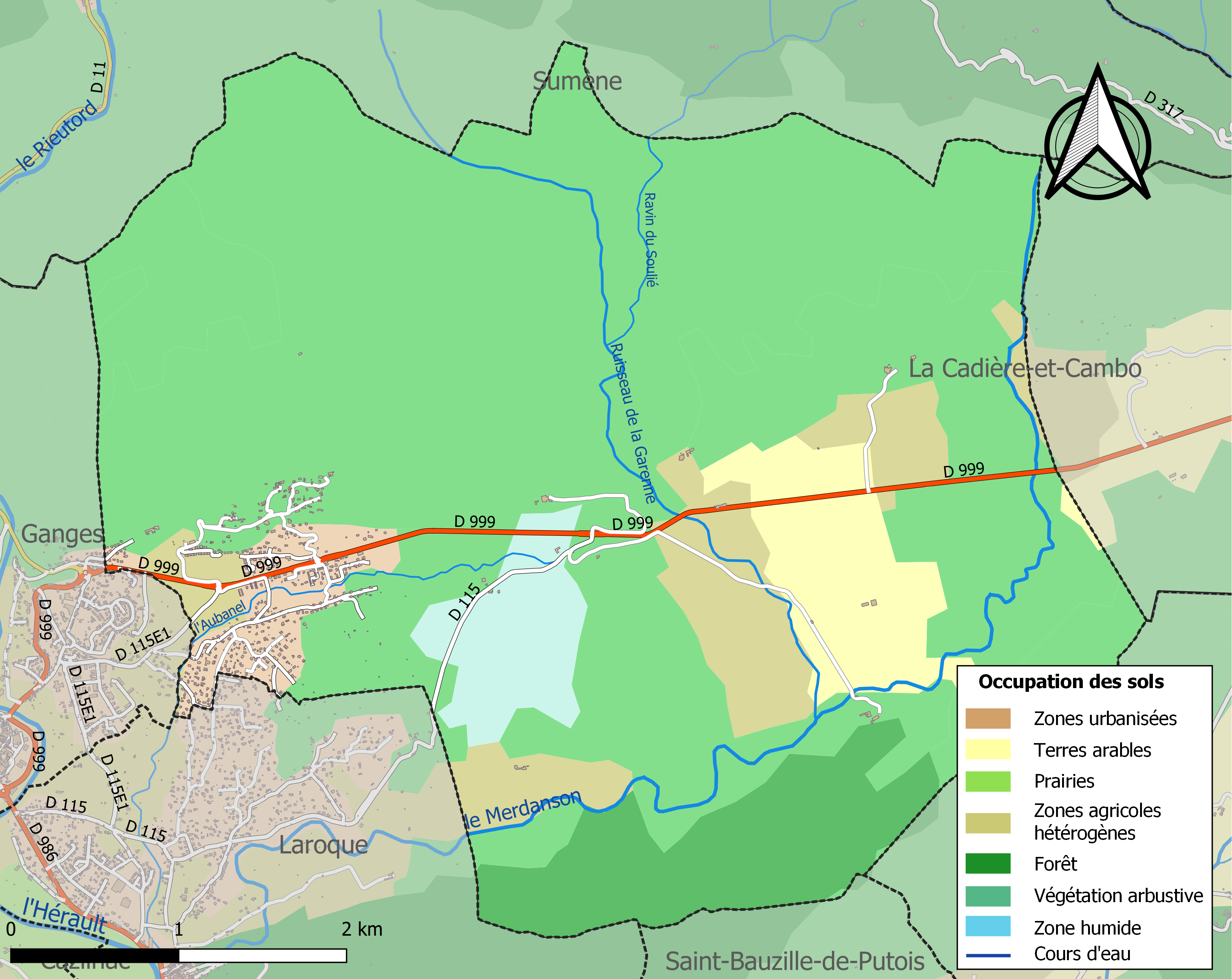
Kaart van de gemeente met de belangrijkste infrastructuur, bodemgebruik en omliggende gemeenten

## Demografie
Onderstaande figuur toont het verloop van het inwonertal (bron: INSEE-tellingen).